# On My Own (Album)
On My Own (englisch für Auf eigene Faust) ist das zweite Studioalbum der Girlgroup Queensberry, die 2008 im Rahmen der Castingshow Popstars zusammengestellt wurde.

## Hintergründe
On My Own wurde am 6. November 2009, wie auch schon das Debütalbum Volume I, auf dem Label Starwatch Music, das zu Warner Music Group gehört, veröffentlicht, da alle Gewinner der Castingshow Popstars vertraglich an Starwatch Music, welches eng mit der ProSiebenSat.1 Media Gruppe zusammenarbeitet, gebunden sind.

## Titelliste
1. Too Young (Kid Crazy, Eric Palmqwist) – 3:42
2. Hello (Turn Your Radio On) (Siobhan Fahey, Jean Guiot, Marcy Levy) – 3:15
3. Every Now and Then (Teemu Brunila, Jukka Immonen) – 3:44
4. I Feel You (Alex Geringas, Bernd Klimpel, Dimitri Ehrlich) – 3:49
5. On My Own (Kara DioGuardi, Patrick Berger) – 4:03
6. Lifelong Lovesong (Brandur Enni, Fredrik Thomander, Anders Wikström) – 3:30
7. Girl like Me (Nonchalant) (Robert Hazard) – 3:16
8. Selfish (Naiv, Patric Kjellström, Charlie Mason) – 2:43
9. Replay (Machopsycho, Kaci Brown) – 3:37
10. Scandalous (K. DioGuardi, Fred Nassar) – 3:40
11. Changes (Peter-John Vettese, Sarah Whatmore) – 4:04
12. Love on the Radio (Pete Kirtley, Sacha Collisson) – 3:22

Musicload Bonustrack
- Hello (Turn Your Radio On) (Remix) – 3:53

iTunes Bonustrack
- Forgive and Forget

Amazon Bonustrack
- Lifelong Lovesong (Unplugged) – 3:30

## Singleauskopplungen

### Too Young
Der von Kid Crazy und Eric Palmqwist geschriebene und von Pete Kirtley und Kid Crazy produzierte Popsong, wurde in den Lexland Studios in Hamburg aufgenommen und befand sich bereits auf der Deluxe Edition des ersten Albums Volume I.
Das Lied wurde am 5. Juni 2009 bei Starwatch Music veröffentlicht. Danach stieg der Song in Deutschland auf Platz 5 der Charts ein und konnte diese Position 2 Wochen halten. Insgesamt hielt sich das Lied 17 Wochen in den deutschen Singlecharts und ist somit die erfolgreichste Single der Band.
Das Musikvideo ist im April 2009 in Miami gedreht worden.

### Hello (Turn Your Radio On)
Hello (Turn Your Radio On) ist geschrieben von Siobhan Fahey, Marcella Detroit und Jean Guiot und wurde zum ersten Mal 1992 von der Gruppe Shakespears Sister veröffentlicht. Die Queensberry-Version wurde von Philip Larsen produziert.
Der Song stieg auf Platz vier in den Media Control Charts ein, was die beste Chartplatzierung der Band bedeutet. Das Lied konnte diese Platzierung eine Woche halten und fiel nach 13 Wochen aus den Charts.
Zu der Idee, den Song zu covern, äußert sich die Band wie folgt:

„Die Idee, den Song zu covern, kam uns im Tourbus. Wir unterhielten uns über Gott und die Welt. Über all das Schöne und die Chancen, aber auch über die schrecklichen Dinge. Die Zeile: 'life is a strange thing, just when you think you’ve learned how to use it it’s gone', sollte eine Botschaft an alle sein, ihr Leben anzupacken und Gutes zu tun.“

Das dazugehörige in matten Farben gehaltene Musikvideo wurde in Hamburg gedreht.

### Chartplatzierungen
| Jahr | Titel                      | Höchstplatzierung, Gesamtwochen, AuszeichnungChartplatzierungen (Jahr, Titel, , Platzierungen, Wochen, Auszeichnungen, Anmerkungen) | Höchstplatzierung, Gesamtwochen, AuszeichnungChartplatzierungen (Jahr, Titel, , Platzierungen, Wochen, Auszeichnungen, Anmerkungen) | Höchstplatzierung, Gesamtwochen, AuszeichnungChartplatzierungen (Jahr, Titel, , Platzierungen, Wochen, Auszeichnungen, Anmerkungen) | Anmerkungen |
| Jahr | Titel                      | DE | AT | CH | Anmerkungen |
| ---- | -------------------------- | --- | --- | --- | ----------- |
| 2009 | Too Young                  | DE5 (17 Wo.)DE | AT12 (11 Wo.)AT | CH33 (6 Wo.)CH |             |
| 2009 | Hello (Turn Your Radio On) | DE4 (13 Wo.)DE | AT12 (8 Wo.)AT | CH29 (4 Wo.)CH |             |

## Rezeption
Das Album wurde von der Presse eher durchwachsen bis schlecht aufgenommen. Laut.de kritisiert vor allem die Austauschbarkeit der Songs. Der Single-Auskopplung Hello (Turn Your Radio On) werde „jeglicher Substanz beraubt“ und die „angenehm psychotische Note des Originals sei verschwunden“. Gelobt wird jedoch der Song Girl like Me (Nonchalant) als „angenehm eingängig“ und mit einer „geglückten Beatstruktur“.
Computerbild.de kritisiert, dass vom angekündigten Reifungsprozess der Band wenig zu hören sei. Auch die Eintönigkeit der Songs wurde wieder bemängelt sowie der Gesang der Bandmitglieder in den tieferen Stimmlagen.

## Chartplatzierungen
Das Album konnte nicht mehr an den Erfolg des vorangegangenen Albums anknüpfen und erreichte nur Platz 26 der deutschen Albumcharts. Insgesamt hielt sich das Album nur 3 Wochen in den Charts.
| ChartsChartplatzierungen | Höchstplatzierung | Wochen |
| ------------------------ | ----------------- | ------ |
| Deutschland (GfK)        | 26 (3 Wo.)        | 3      |
| Österreich (Ö3)          | 49 (1 Wo.)        | 1      |
| Schweiz (IFPI)           | 77 (1 Wo.)        | 1      |